# Hiệu đối xứng
Trong toán học, hiệu đối xứng của hai tập hợp, hay còn gọi là phép hợp tuyển, là tập các phần tử thuộc một trong hai tập hợp nhưng không cả hai. Ví dụ, hiệu đối xứng của hai tập {\displaystyle \{1,2,3\}} và {\displaystyle \{3,4\}} là {\displaystyle \{1,2,4\}}.
Hiệu đối xứng của A và B thường được ký hiệu bằng {\displaystyle A\ominus B,} hoặc {\displaystyle A\operatorname {\triangle } B.}
Tập lũy thừa của bất kỳ tập hợp trở thành nhóm abel khi đi kèm hiệu đối xứng, trong đó tập rỗng làm phần tử trung hoà của nhóm và mọi phần tử trong nhóm này là nghịch đảo. Tập lũy thừa của bất kỳ tập hợp trở thành vành Boole, trong đó hiệu đối xứng là phép cộng của vành còn phép giao là phép nhân.

## Tính chất

Biểu đồ Venn của

Hiệu đối xứng tương đương với hợp của cả hai phần bù tương đối, nghĩa là:
{\displaystyle A\,\triangle \,B=\left(A\setminus B\right)\cup \left(B\setminus A\right),}
Hiệu đối xứng cũng có thể biểu diễn bằng phép XOR ⊕ trên các vị từ mô tả hai tập hợp trong ký pháp xây dựng tập hợp:
{\displaystyle A\mathbin {\triangle } B=\{x:(x\in A)\oplus (x\in B)\}.}
Nội dung này cũng có thể phát biểu bằng hàm chỉ thị (được ký hiệu ở đây bằng {\displaystyle \chi }) của hiệu đối xứng, trong đó ta dùng phép XOR (hoặc phép cộng mod 2) trong hàm chỉ thị hai tham số: {\displaystyle \chi _{(A\,\triangle \,B)}=\chi _{A}\oplus \chi _{B}} hoặc trong ký hiệu ngoặc vuông Iverson: {\displaystyle [x\in A\,\triangle \,B]=[x\in A]\oplus [x\in B]}
Hiệu đối xứng cũng có thể phát biểu là hợp của hai tập hợp, trừ đi phần giao của chúng:
{\displaystyle A\,\triangle \,B=(A\cup B)\setminus (A\cap B),}
Cụ thể hơn, {\displaystyle A\mathbin {\triangle } B\subseteq A\cup B}; dấu bằng trong phép bao hàm không nghiêm ngặt này chỉ xảy ra khi và chỉ khi {\displaystyle A} và {\displaystyle B} không giao nhau. Hơn nữa, ký hiệu {\displaystyle D=A\mathbin {\triangle } B} và {\displaystyle I=A\cap B}, khi đó {\displaystyle D} và {\displaystyle I} luôn không giao nhau, nên {\displaystyle D} và {\displaystyle I} luôn phân hoạch {\displaystyle A\cup B}. Hệ quả thu được, khi coi phép hiệu đối xứng và phép giao là hai phép nguyên thuỷ, thì hợp của hai tập hợp có thể định nghĩa bằng hai phép toán đó như sau:
{\displaystyle A\,\cup \,B=(A\,\triangle \,B)\,\triangle \,(A\cap B)}.
Hiệu đối xứng có tính kết hợp và giao hoán:
{\displaystyle {\begin{aligned}A\,\triangle \,B&=B\,\triangle \,A,\\(A\,\triangle \,B)\,\triangle \,C&=A\,\triangle \,(B\,\triangle \,C).\end{aligned}}}
Tập rỗng là phần tử trung hoà và mỗi tập hợp là nghịch đảo của chính nó:
{\displaystyle {\begin{aligned}A\,\triangle \,\varnothing &=A,\\A\,\triangle \,A&=\varnothing .\end{aligned}}}
Do đó, tập lũy thừa của bất kỳ tập X trở thành nhóm giao hoán dưới phép hiệu đối xứng. (Tổng quát hơn, bất kỳ trường tập hợp lập thành một nhóm với hiệu đối xứng là phép toán đi kèm.) Nhóm mà mọi phần tử là nghịch đảo của chính nó (hay nói tương đương, mỗi phần tử đều có cấp 2 đôi khi được gọi là nhóm Boole; Hiệu đối xứng cho phép định nghĩa một ví dụ mẫu về các nhóm có tính chất như thế và đôi khi nhóm Boole được định nghĩa sử dụng hiệu đối xứng. Trong trường hợp tập X chỉ có hai phần tử, nhóm thu được là nhóm bốn Klein.
Nói tương đương, nhóm Boole là nhóm giao hoán sơ cấp 2 phần tử. Hệ quả là, nhóm cảm sinh từ hiệu đối xứng là không gian vectơ trên trường hai phần tử Z2. Nếu X hữu hạn, thì các tập đơn điểm trở thành cơ sở của không gian vectơ này, và số chiều của nó bằng với số phần tử của X. Phương pháp xây dựng này được dùng trong lý thuyết đồ thị,và được dùng để định nghĩa không gian chu trình của một đồ thị..
Từ tính chất nghịch đảo của nhóm Boole, suy ra rằng hiệu đối xứng của hai hiệu đối xứng có lặp lại một tập hợp tương đương với hiệu đối xứng có lặp của nối của hai đa tập, trong đó tập bị lặp có thể bị bỏ đi. Tức là:
{\displaystyle (A\,\triangle \,B)\,\triangle \,(B\,\triangle \,C)=A\,\triangle \,C.}
Từ đây suy ra bất đẳng thức tam giác: Hiệu đối xứng của A và C nằm trong hợp của hiệu đối xứng của A và B và hiệu đối xứng của B và C.
Phép giao phân phối trên hiệu đối xứng:
{\displaystyle A\cap (B\,\triangle \,C)=(A\cap B)\,\triangle \,(A\cap C),}
và điều cho thấy bất kỳ tập luỹ thừa của bất kỳ tập X đều có trở thành một vành, với hiệu đối xứng làm phép cộng và phần giao làm phép nhân. Đây là ví dụ mẫu cho vành Boole.
Các tính chất khác của hiệu đối xứng bao gồm:
- {\displaystyle A\mathbin {\triangle } B=\emptyset } khi và chỉ khi {\displaystyle A=B}.
- {\displaystyle A\mathbin {\triangle } B=A^{c}\mathbin {\triangle } B^{c}}, trong đó {\displaystyle A^{c}}, {\displaystyle B^{c}} là phần bù của {\displaystyle A} và phần bù của {\displaystyle B}, tương ứng với một tập cố định nào đó chứa chúng.
- {\displaystyle \left(\bigcup _{\alpha \in {\mathcal {I}}}A_{\alpha }\right)\triangle \left(\bigcup _{\alpha \in {\mathcal {I}}}B_{\alpha }\right)\subseteq \bigcup _{\alpha \in {\mathcal {I}}}\left(A_{\alpha }\mathbin {\triangle } B_{\alpha }\right)}, trong đó {\displaystyle {\mathcal {I}}} là tập chỉ số bất kỳ khác rỗng.
- Cho bất kỳ hàm số {\displaystyle f:S\rightarrow T} và {\displaystyle A,B\subseteq T} là bất kỳ tập hợp trong ảnh của {\displaystyle f}, khi đó {\displaystyle f^{-1}\left(A\mathbin {\triangle } B\right)=f^{-1}\left(A\right)\mathbin {\triangle } f^{-1}\left(B\right).}

Hiệu đối xứng có thể định nghĩa trong bất kỳ đại số Boole, bằng cách viết
{\displaystyle x\,\triangle \,y=(x\lor y)\land \lnot (x\land y)=(x\land \lnot y)\lor (y\land \lnot x)=x\oplus y.}
Phép toán này có cùng các tính chất với phép toán trên tập hợp

## Hiệu đối xứng trên không gian độ đo
Miễn là còn khái niệm tập hợp "lớn cỡ nào",thì hiệu đối xứng giữa hai tập hợp có thể coi là độ đo "khoảng cách" giữa chúng
Đầu tiên xét tập hữu hạn S và độ đo đếm trên các tập con của nó. Sau đó, xét hai tập con của S và đặt khoảng cách giữa chúng là kích thước của hiệu đối xứng. Khoảng cách này quả thật là một mêtric, và do đó khiến tập luỹ thừa trên S là không gian mêtric. Nếu S có n phần tử thì khoảng cách từ tập rỗng đến S là n, và đây là khoảng cách lớn nhất cho bất kỳ cặp tập con.
Sử dụng các ý tưởng trong lý thuyết độ đo, sự phân rã của các tập đo được có thể định nghĩa bằng độ đo của hiệu đối xứng của chúng. Nếu μ là một độ đo σ-hữu hạn được định nghĩa trên σ-đại số Σ, thì hàm số
{\displaystyle d_{\mu }(X,Y)=\mu (X\,\triangle \,Y)}
là giả mêtric trên Σ.  dμ trở thành mêtric nếu Σ được xét mô đun quan hệ tương đương X ~ Y khi và chỉ khi {\displaystyle \mu (X\,\triangle \,Y)=0}. Đôi khi nó được gọi là mêtric Fréchet-Nikodym. Không gian mêtric thu được khả ly khi và chỉ khi L2(μ) cũng khả ly.
Nếu {\displaystyle \mu (X),\mu (Y)<\infty }, ta có: {\displaystyle |\mu (X)-\mu (Y)|\leq \mu (X\,\triangle \,Y)}. Thật vậy,
{\displaystyle {\begin{aligned}|\mu (X)-\mu (Y)|&=\left|\left(\mu \left(X\setminus Y\right)+\mu \left(X\cap Y\right)\right)-\left(\mu \left(X\cap Y\right)+\mu \left(Y\setminus X\right)\right)\right|\\&=\left|\mu \left(X\setminus Y\right)-\mu \left(Y\setminus X\right)\right|\\&\leq \left|\mu \left(X\setminus Y\right)\right|+\left|\mu \left(Y\setminus X\right)\right|\\&=\mu \left(X\setminus Y\right)+\mu \left(Y\setminus X\right)\\&=\mu \left(\left(X\setminus Y\right)\cup \left(Y\setminus X\right)\right)\\&=\mu \left(X\,\triangle \,Y\right)\end{aligned}}}
Nếu {\displaystyle S=\left(\Omega ,{\mathcal {A}},\mu \right)} là không gian độ đo và {\displaystyle F,G\in {\mathcal {A}}} là các tập đo được, thì hiệu đối xứng của nó cũng đo được: {\displaystyle F\triangle G\in {\mathcal {A}}}.  Ta có thể định nghĩa quan hệ tương đương trên các tập đo được bằng cách gọi {\displaystyle F} và {\displaystyle G}  
có quan hệ với nhau nếu {\displaystyle \mu \left(F\triangle G\right)=0}.  Quan hệ này được ký hiệu {\displaystyle F=G\left[{\mathcal {A}},\mu \right]}.
Cho {\displaystyle {\mathcal {D}},{\mathcal {E}}\subseteq {\mathcal {A}}}, viết {\displaystyle {\mathcal {D}}\subseteq {\mathcal {E}}\left[{\mathcal {A}},\mu \right]} nếu với mỗi {\displaystyle D\in {\mathcal {D}}} tồn tại một số {\displaystyle E\in {\mathcal {E}}} sao cho {\displaystyle D=E\left[{\mathcal {A}},\mu \right]}. Quan hệ "{\displaystyle \subseteq \left[{\mathcal {A}},\mu \right]}" là thứ tự riêng phần trên họ các tập con của {\displaystyle {\mathcal {A}}}.
Ta viết {\displaystyle {\mathcal {D}}={\mathcal {E}}\left[{\mathcal {A}},\mu \right]} nếu {\displaystyle {\mathcal {D}}\subseteq {\mathcal {E}}\left[{\mathcal {A}},\mu \right]} và {\displaystyle {\mathcal {E}}\subseteq {\mathcal {D}}\left[{\mathcal {A}},\mu \right]}.  Quan hệ "{\displaystyle =\left[{\mathcal {A}},\mu \right]}" là quan hệ tương đương giữa các tập con của {\displaystyle {\mathcal {A}}}.
Bao đóng đối xứng của {\displaystyle {\mathcal {D}}} là họ tất cả các tập {\displaystyle {\mathcal {A}}}-đo được mà {\displaystyle =\left[{\mathcal {A}},\mu \right]} với một số {\displaystyle D\in {\mathcal {D}}}. Bao đóng phản xạ của {\displaystyle {\mathcal {D}}} chứa {\displaystyle {\mathcal {D}}}. Nếu {\displaystyle {\mathcal {D}}} là {\displaystyle \sigma }-đại số con của {\displaystyle {\mathcal {A}}}, thì bao đóng đối xứng của {\displaystyle {\mathcal {D}}} cũng vậy.
{\displaystyle F=G\left[{\mathcal {A}},\mu \right]} khi và chỉ khi {\displaystyle \left|\mathbf {1} _{F}-\mathbf {1} _{G}\right|=0} {\displaystyle \left[{\mathcal {A}},\mu \right]} gần như mọi nơi.

## Khoảng cách Hausdorff

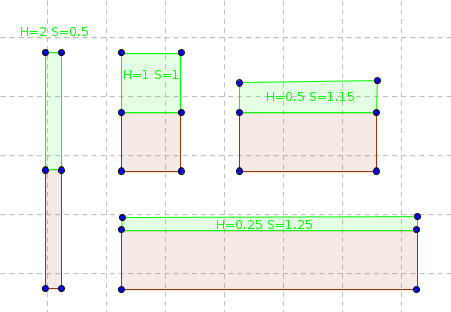

Khoảng cách Hausdorff và (tích của) hiệu đối xứng đều là giả mêtric trên tập các hình học đo được. Song, chúng hoạt động hoàn toàn khác nhau. Hình trong vế phải cho thấy hai dãy hình học, "Đỏ" và "Đỏ ∪ Xanh". Khi khoảng cách Hausdorff giữa chúng càng nhỏ hơn thì diện tích phần hiệu đối xứng càng lớn hơn, và ngược lại. Bằng việc tiếp tục dãy này theo cả hai hướng, ta có thể tìm ra hai dãy trong đó khoảng cách Hausdorff giữa chúng hội tụ về 0 và hiệu đối xứng giữa chúng phân kỳ, và ngược lại.